# Albert Malcolm Ranjith
 (juillet 2021).
Si vous disposez d'ouvrages ou d'articles de référence ou si vous connaissez des sites web de qualité traitant du thème abordé ici, merci de compléter l'article en donnant les références utiles à sa vérifiabilité et en les liant à la section « Notes et références ».
Albert Malcolm Ranjith, de son nom complet Albert Malcolm Ranjith Patabendige Don, né à Polgahawela au Sri Lanka le 15 novembre 1947, est un cardinal sri-lankais, archevêque de Colombo depuis le 16 juin 2009.

## Biographie
Aîné d'une famille comptant quatorze enfants, Albert Malcolm Ranjith, après ses études au collège de La Salle de Mutwal, entre au séminaire Saint-Aloysius de Borella puis au séminaire national d'Ampitiya. Il a aussi étudié à l'Université pontificale urbanienne de Rome. Il obtient un baccalauréat en théologie, une licence en écriture sainte et un certificat en études bibliques à l'Université hébraïque de Jérusalem. Il connaît dix langues : le cingalais, le tamoul, l'anglais, l'italien, l'allemand, le français, l'hébreu, le grec, le latin et l'espagnol.
Il est ordonné prêtre le 29 juin 1975 par le pape Paul VI en personne. Le 17 juin 1991, Jean-Paul II le nommé évêque auxiliaire de Colombo avec le titre d'évêque titulaire (ou in partibus) de Cabarsussi (de). Il reçoit la consécration épiscopale le 31 août suivant. Le 2 novembre 1995 il est transféré à Ratnapura dont il devient le premier évêque. Le 1er octobre 2001 il rejoint la curie romaine en tant que secrétaire adjoint de la congrégation pour l'évangélisation des peuples, il est élevé dans le même temps à la dignité d'archevêque.
Le 29 avril 2004, Ranjith est nommé à Djakarta comme nonce apostolique en Indonésie (en) et au Timor oriental (en) avec le titre d'archevêque titulaire de Umbriatico (de). Durant cette charge, il s'est impliqué auprès des communautés catholiques de Banda Aceh et de l'île de Nias lors du séisme et le tsunami de décembre 2004 et[Quoi ?]. Mais dès le 10 décembre 2005 il est rappelé à Rome par Benoît XVI qui fait de lui le secrétaire de la Congrégation pour le culte divin et la discipline des sacrements. Il y œuvre aux côtés du cardinal Francis Arinze dans le champ liturgique, veillant à la bonne réception du motu proprio Summorum Pontificum.
Le 16 juin 2009 il est nommé archevêque de Colombo.
Proche de Benoît XVI, il est créé cardinal par le pape lors du consistoire du 20 novembre 2010. Il reçoit alors le titre de cardinal-prêtre de San Lorenzo in Lucina. Il est considéré comme « papabile sérieux ». Il participe aux conclaves de 2013 (élection de François) et de 2025 (élection de Léon XIV).

## Succession apostolique
Albert Malcolm Ranjith a ordonné les évêques suivants :
- Évêque Harold Anthony Perera (it) (2003)
- Évêque Raymond Wickramasinghe (de) (2011)
- Évêque Fidelis Fernando (en) (2012)
- Évêque Maxwell Silva (en) (2012)
- Évêque Jayakody Aratchige Don Anton Jayakody (de) (2018)
- Évêque Anton Ranjith Pillainayagam (de) (2020)